# Сульфид рубидия
Сульфид рубидия — нейтральная бинарное неорганическое химическое соединение рубидия с серой с химической формулой Rb2S. Тёмно-красные кристаллы. Образует кристаллогидрат Rb2S•4H2O.

## Получение
- Прямой синтез из элементов:

{\displaystyle {\mathsf {2\ Rb+S\ {\xrightarrow {100-130^{o}C}}\ Rb_{2}S}}}
- Пропусканием сероводорода через раствор щёлочи:

{\displaystyle {\mathsf {2\ RbOH+H_{2}S\ {\xrightarrow {\ }}\ Rb_{2}S+2\ H_{2}O}}}
- Взаимодействием избытка рубидия и сульфида ртути с последующей отгонкой металлов:

{\displaystyle {\mathsf {2\ Rb+HgS\ {\xrightarrow {\ }}\ Rb_{2}S+Hg}}}
- Разложением кристаллогидрата при нагревании:

{\displaystyle {\mathsf {Rb_{2}S\cdot 4H_{2}O\ {\xrightarrow[{-H_{2}O}]{200-250^{o}C}}\ Rb_{2}S\cdot 2H_{2}O\ {\xrightarrow[{-H_{2}O}]{>T}}\ Rb_{2}S}}}

## Физические свойства
Сульфид рубидия Rb2S — тёмно-красные (по другим данным — бесцветные) кристаллы кубической сингонии, пространственная группа F m3m, параметры ячейки a = 0,767 нм, Z=4.
Безводный порошкообразный Rb2S пирофорен на воздухе.
Хорошо растворимы в воде (с гидролизом). Гигроскопичен, образует тетрагидраты Rb2S•4H2O — белые или бледно-жёлтые кристаллы.

## Химические свойства
- В водных растворах имеет щелочную реакцию вследствие гидролиза по аниону:

{\displaystyle {\mathsf {S^{2-}+H_{2}O\ {\xrightarrow {\ }}\ HS^{-}+OH^{-}}}}
- Реагирует с разбавленными сильными кислотами:

{\displaystyle {\mathsf {Rb_{2}S+2\ HCl\ {\xrightarrow {\ }}\ 2\ RbCl+H_{2}S\uparrow }}}
- В реакции с концентрированной серной кислотой проявляются восстанавливающие свойства сульфида рубидия:

{\displaystyle {\mathsf {Rb_{2}S+3\ H_{2}SO_{4}\ {\xrightarrow {\ }}\ 2\ RbHSO_{4}+SO_{2}\uparrow +S\downarrow +2\ H_{2}O}}}
- Водные растворы медленно окисляются кислородом воздуха с образованием различных продуктов:

{\displaystyle {\mathsf {Rb_{2}S\ {\xrightarrow[{-RbOH}]{O_{2}}}\ {\begin{matrix}{\mathsf {S\downarrow }}\\{\mathsf {RbS_{n}}}\\{\mathsf {Rb_{2}S_{2}O_{3}}}\end{matrix}}}}}
- В твёрдом состоянии окисляется до сульфата:

{\displaystyle {\mathsf {Rb_{2}S+2\ O_{2}\ {\xrightarrow {500^{o}C}}\ Rb_{2}SO_{4}}}}
- При кипячении раствора с серой образуются полисульфиды:

{\displaystyle {\mathsf {Rb_{2}S+{\mathit {n}}S\ {\xrightarrow {100^{o}C}}\ Rb_{2}S_{n+1}}}}
где n=2÷5.
- При пропускании сероводорода через раствор образуется гидросульфид:

{\displaystyle {\mathsf {Rb_{2}S+H_{2}S\ {\xrightarrow {\ }}\ Rb_{2}S_{n+1}}}}